# Nash Motors
La Nash Motors è stata una Casa automobilistica statunitense attiva tra il 1917 ed il 1954. Dal 1917 al 1938 fu indipendente, mentre dal 1938 al 1954 fece parte della Nash-Kelvinator Corporation. Autovetture con marchio Nash continuarono ad essere prodotte anche dal 1954 al 1957 in seno all'American Motors Corporation.
La Nash ebbe diversi primati nella storia dell'automobile: fu pioniere nel costruire i corpi vettura a scocca e montò per prima l'impianto di riscaldamento/aria condizionata/ventilazione, con uno schema generale che è ancora utilizzato dalle odierne autovetture. Inoltre, fu la prima ad installare, come optional, le cinture di sicurezza e categorizzò per prima la propria gamma nel modo in cui sono classificate oggi parte delle vetture statunitensi, cioè compact, subcompact e muscle car.

## Storia

### I primi anni

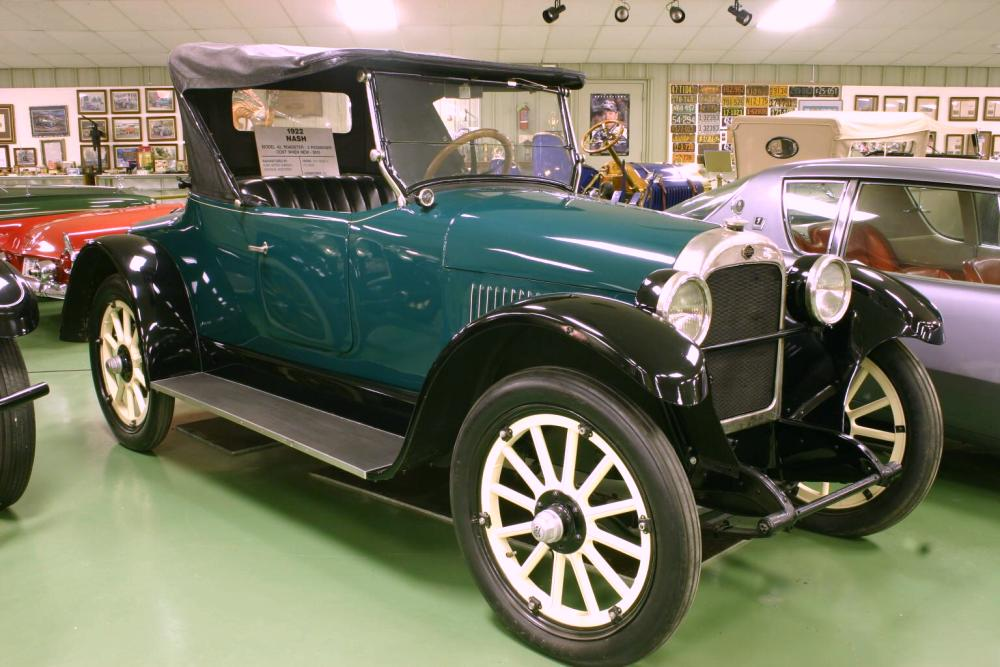
Una Nash Roadster Model 42 del 1922

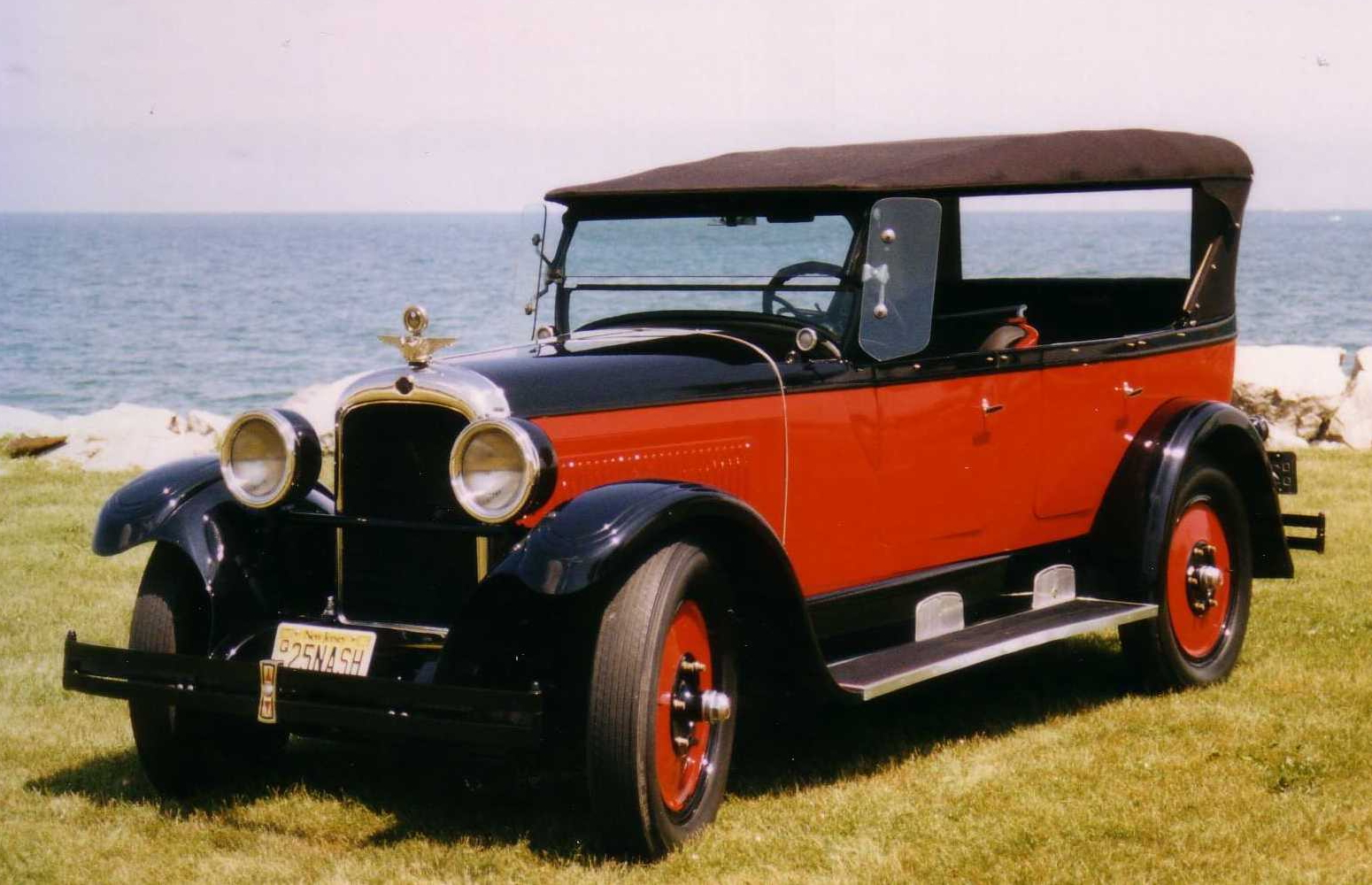
Una Nash1925

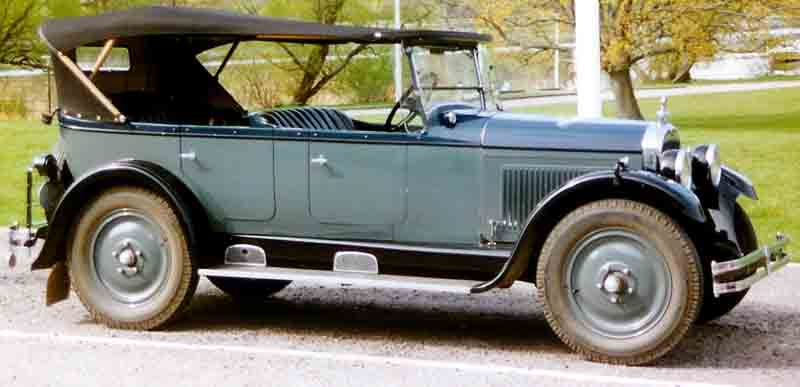
Una Nash Six Touring del 1927

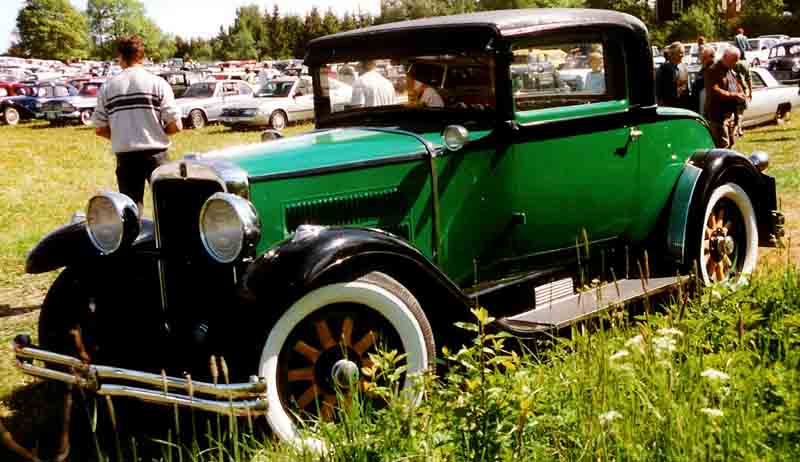
Una Nash Special Six del 1929

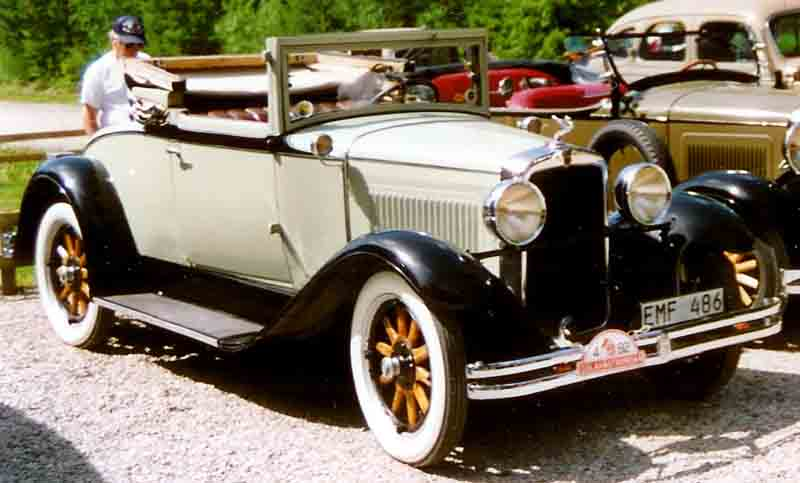
Una Nash Standard Six del 1929

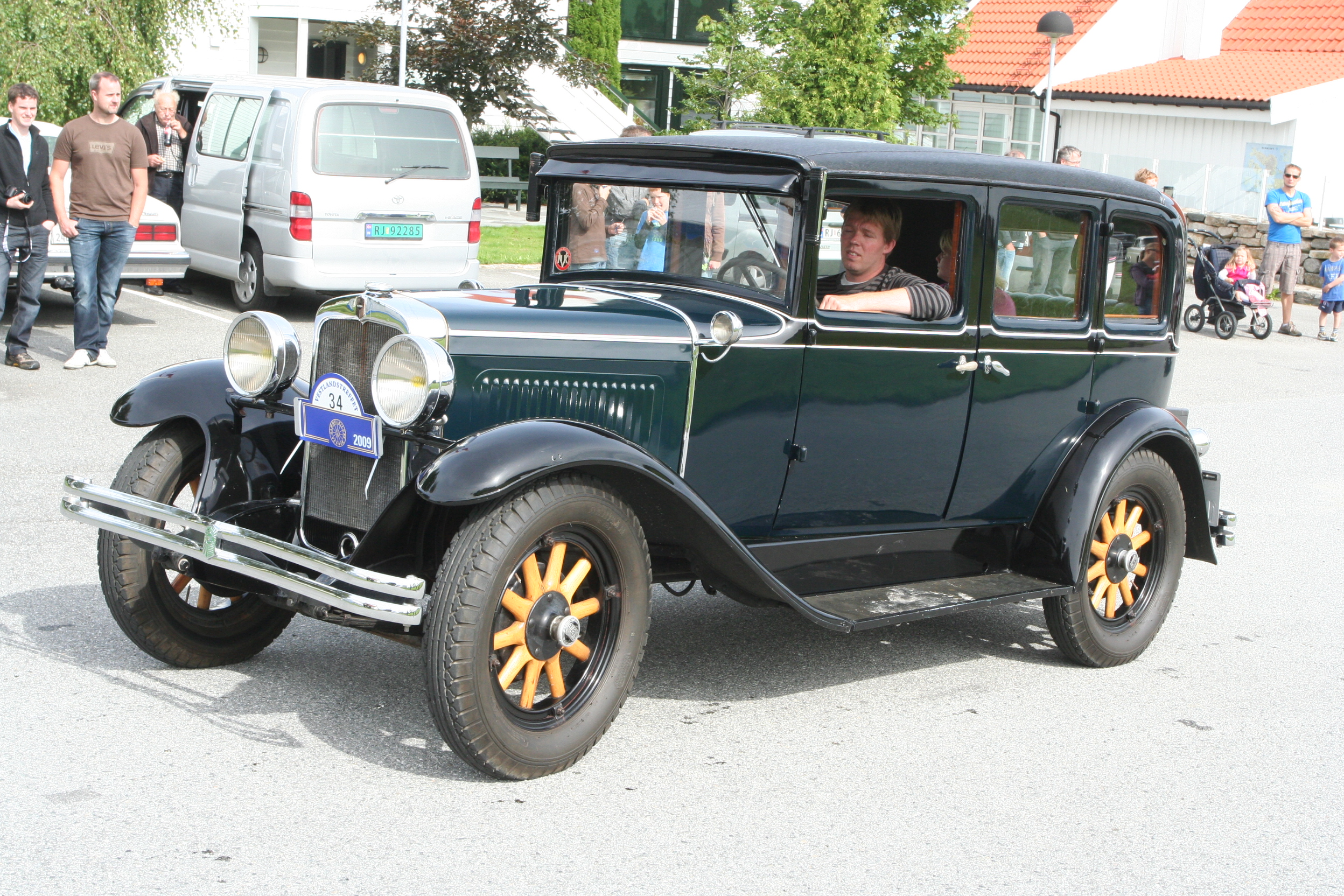
Una Nash 400 del 1929

Nel 1916, un ex-presidente della General Motors, Charles Williams Nash, acquistò la casa automobilistica Thomas B. Jeffery Company. La vettura più famosa di quest'ultima fu la Rambler, che era anche un marchio automobilistico, la cui produzione iniziò nel 1902 a Kenosha, nel Wisconsin. Nel 1917 Nash diede il proprio nome alla compagnia da poco acquistata.
La Model 680 fu la prima autovettura ad essere commercializzata con marchio Nash. Questa vettura, e le successive, erano indirizzate ad un ampio mercato, grazie al loro prezzo contenuto.
Il modello di autocarro Jeffery Quad, che era fabbricato anche dalla Thomas B. Jeffery Company, diventò un importante prodotto per la Nash. Approssimativamente, 11.500 Quad, vennero costruiti dal 1913 al 1919. Essi vennero utilizzati durante la prima guerra mondiale per il trasporto del materiale. Il Quad aveva installato un differenziale di marca Meuhl ed era a trazione integrale. I Quad avevano la reputazione di essere il miglior modello di autocarro a trazione integrale prodotto nel Paese. La neonata Nash Motors diventò la più grande produttrice di veicoli a quattro ruote motrici.
Nel 1918, a causa di problemi alla capacità produttiva, la Nash diede il permesso alla Paige di costruire i Nash Quad su licenza. Entro la fine della prima guerra mondiale, la Nash diventò leader della produzione di veicoli militari. Dopo la fine del conflitto, i Quad prodotti in eccedenza vennero impiegati nel campo delle costruzioni e nel settore del trasporto del legname.
Charles Nash convinse Nils Eric Wahlberg, ingegnere capo di origine finlandese della Oakland Motor Car Company, divisione della General Motors, a passare alla Nash. Il primo motore Nash progettato da Wahlberg è stato un propulsore a valvole in testa che venne introdotto nel 1917. A Wahlberg è anche accreditato l'aiuto per la progettazione del Weather Eye, cioè del sistema di riscaldamento/ventilazione introdotto nel 1938 dalla Nash, il cui schema generale è ancora utilizzato dalle odierne autovetture. Esso riceveva aria fresca dall'esterno, la filtrava, la riscaldava, la immetteva dall'abitacolo e la eliminava grazie a delle ventole installate nella parte posteriore della vettura. Il sistema provvedeva anche a ridurre l'umidità ed a equalizzare la pressione tra l'interno e l'esterno dell'abitacolo mentre il veicolo era in movimento.
Un'altra caratteristica delle Nash dell'epoca era la differenza tra la carreggiata anteriore e posteriore; la prima era infatti più stretta della seconda, e ciò forniva al veicolo stabilità e migliore comportamento in caso di sterzata. Wahlberg fu anche uno dei primi promotori della galleria del vento per lo studio dell'aerodinamica applicata ai veicoli, e durante la seconda guerra mondiale lavorò con Theodore Ulrich per lo sviluppo dei modelli Airflyte, che erano caratterizzati dall'avere una linea innovativa.
Lo slogan utilizzato dalla Nash dai tardi anni venti agli anni trenta fu "Give the customer more than he has paid for" (in italiano "dare al cliente più di quanto ha pagato"). Ciò si tradusse anche nell'offerta di molte innovazioni tecnologiche, come ad esempio i motori a sei cilindri in linea con valvole in testa, due candele per cilindro e nove supporti di banco, che vennero offerti su modelli nel 1930. Nel 1932 sull'Ambassador Eight vennero installati un cambio manuale con rapporti sincronizzati e ruota libera, un sistema di lubrificazione automatica del telaio e delle sospensioni regolabili dall'interno della vettura. Ciò portò ad un grande successo dei modelli della Nash, che riusciva a vendere le sue vetture prima che lasciassero la fabbrica.

### La creazione dell'Ajax
Nel 1925 la Nash introdusse il marchio Ajax; esso commercializzava una vettura che si posizionava al posto più basso della gamma Nash, ma che era di alta qualità considerando il prezzo basso. La Ajax era costruita negli ex-stabilimenti della Mitchell Motor Car Company a Racine, nel Wisconsin. Questo sito produttivo venne acquistato dalla Nash dopo il fallimento della Mitchell, che fu attiva dal 1903 al 1923. Le vendite di vetture Ajax furono buone, ma non soddisfecero le aspettative della Nash. Il management di quest'ultima giunse alla conclusione che la stessa vettura avrebbe venduto meglio se fosse stata marchiata Nash. Così, nel giugno del 1926 le Ajax diventarono Nash Light Six, e le vendite risalirono subito. Con una mossa inusuale, la Nash offrì ai proprietari delle Ajax la possibilità di convertire gratuitamente le proprie vetture in Nash Light Six. Questa modifica comprendeva l'installazione di nuovi coprimozzo, un nuovo logo sul radiatore ed altre nuove parti per cambiare l'identità della vettura. Questa possibilità fu data ai propri clienti per evitare la svalutazione delle vetture che possedevano, a seguito della soppressione del marchio Ajax. Molti proprietari di vetture Ajax ebbero però dei vantaggi da questa mossa, dato che le Ajax non convertite diventarono piuttosto rare e questa rarità permane anche oggi.

### L'acquisizione della “LaFayette Motors Corporation”
La LaFayette Motors Corporation fu una casa automobilistica statunitense che produceva modelli di grandi dimensioni, potenti e lussuosi. La compagnia fu fondata nel 1919 ed iniziò la produzione nel 1920 ad Indianapolis. In seguito si spostò a Milwaukee. Il principale azionista della LaFayette fu la Nash. A causa dell'alto prezzo, le vetture della casa automobilistica non vendettero bene.
Nel 1924 la Nash assorbì la LaFayette e convertì i suoi impianti nella produzione di vetture Ajax. Il nome LaFayette fu reintrodotto nel 1934 come marchio di auto meno costose delle Nash. La LaFayette rimase un marchio indipendente fino al 1937. Dal 1937 al 1940 fu infatti commercializzata la Nash LaFayette, che era la più economica vettura Nash, e che venne sostituita dalla Nash 600 nel 1941.

### L'era di George Mason e la Nash Kelvinator

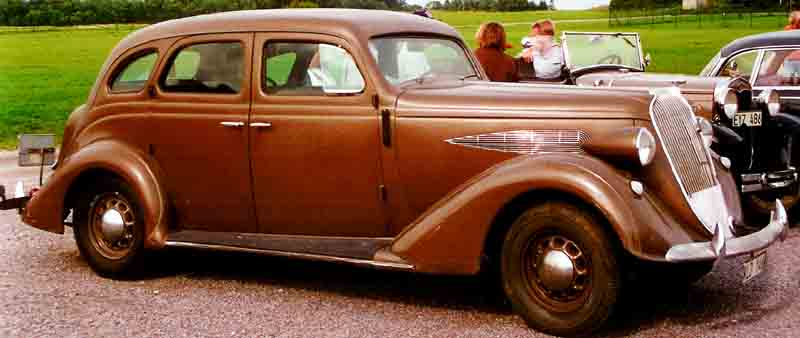
Una Nash Ambassador Six quattro porte berlina del 1936

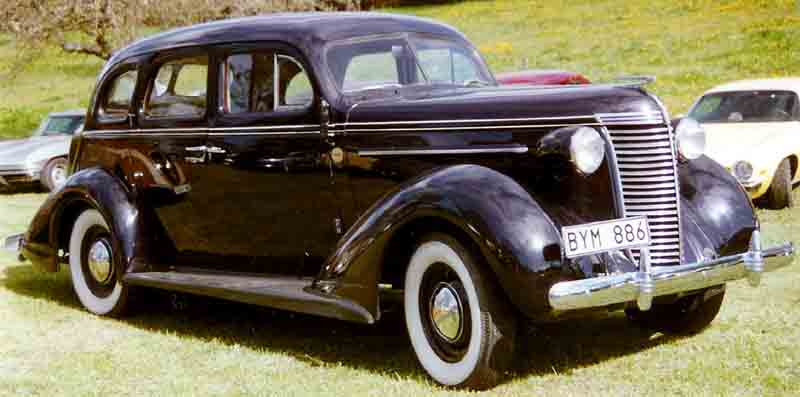
Una Nash La Fayette quattro porte berlina del 1938

Prima di ritirarsi, Charles Williams Nash scelse George Walter Mason come suo successore. Mason all'epoca era il presidente della Kelvinator Corporation, e accettò a una condizione: che la Nash acquisisse il controllo della Kelvinator, che all'epoca era un'azienda statunitense leader nella produzione di frigoriferi e apparecchi per cucine. Charles Nash accettò, e la compagnia nata il 4 gennaio 1937 dall'unione delle due aziende fu chiamata Nash-Kelvinator Corporation. La Nash continuò a rappresentare, per la neonata compagnia, il marchio con cui venivano commercializzate le vetture. La Nash-Kelvinator era la più grande azienda esistente all'epoca, nella categoria delle società nate dalla fusione di due compagnie che fabbricavano prodotti totalmente diversi.
Nel 1938 la Nash lanciò un sistema di ventilazione/riscaldamento innovativo, che era frutto della tecnologia e della collaborazione tra la Kelvinator e la Nash. Fu il primo sistema che si basava su un circuito di acqua calda che riscaldava l'aria proveniente dall'esterno della vettura. Sempre nel 1938, la Nash introdusse, insieme alla Studebaker ed alla Graham, un nuovo comando per il cambio, la cui leva montata sul pavimento venne sostituita da un piccolo selettore installato sul cruscotto, appena sotto i controlli della radio.
Nel 1936 fu introdotta la configurazione degli interni Bed-In-A-Car, che permetteva all'abitacolo di essere convertito in un alloggio per dormire. Per consentire a due passeggeri adulti di coricarsi, doveva essere abbattuto lo schienale dei sedili posteriori ed era aperto un passaggio tra l'abitacolo ed il bagagliaio, così che le persone potevano posizionare le gambe in quest'ultimo, e la testa, con il tronco superiore, sui sedili posteriori. Nel 1949 questo sistema fu modificato, con la possibilità di abbattere gli schienali dei sedili anteriori, e permettere ai passeggeri di sdraiarsi interamente nell'abitacolo. Nel 1950, venne introdotta la possibilità di bloccare la posizione di questi sedili reclinabili in diverse posizioni. La Nash chiamò questo sistema Airliner Reclining Seats.
Nel 1938, la Nash aggiunse un termostato al proprio sistema di ventilazione, e così nacque il famoso sistema Weather Eye. Dal 1939 al 1940 le aerodinamiche vetture Nash vennero disegnate da George Walker e Don Mortrude. Erano disponibili tre modelli, LaFayette, Ambassador Six e Ambassador Eight. Nel 1940 la Nash introdusse delle sospensioni anteriori indipendenti a molle elicoidali ed i fanali anteriori sigillati.
Le Nash 600 del 1941 è stato il primo modello di massa statunitense ad essere costruito con una monoscocca. Il peso più basso rispetto alle vetture con telaio separato, ed il minore coefficiente di resistenza aerodinamica permisero alle vetture Nash di avere un basso consumo di carburante. Dal 1942 al 1948 il modello possedeva inoltre un nuovo frontale, dei nuovi interni e degli inserti cromati. Le più grandi Ambassador avevano lo stesso corpo vettura delle 600, ma continuarono ad usare telai separati.
Durante la seconda guerra mondiale gli impianti della Nash vennero convertiti per la produzione di forniture belliche. La produzione civile di automobili per trasporto passeggeri riprese a conflitto terminato. La prima Ambassador post-bellica uscì dalle catene di montaggio il 27 ottobre 1945 ed era una versione berlina. Le Ambassador post-belliche erano piuttosto simili a quelle prodotte prima del conflitto; la differenza più vistosa era la nuova calandra. Il motore più grande offerto prima del conflitto, che era un otto cilindri in linea, non venne più proposto. Il suo posto venne preso da un propulsore a sei cilindri in linea da 3,8 L di cilindrata e 112 CV di potenza. Nel 1946 la Nash introdusse la Suburban, che fino al 1948 fu prodotta in circa 1.000 esemplari. Nel 1948 tornò in listino la Ambassador, con 1.000 esemplari prodotti.

### L'introduzione della Nash Airflyte

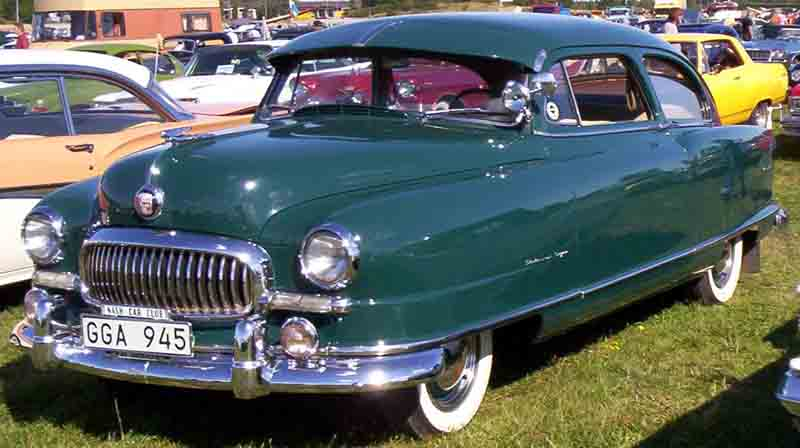
Una Nash Statesman due porte berlina del 1951

L'aerodinamica Nash “Airflyte” fu il primo modello con design all'avanguardia lanciato dalla compagnia dopo la guerra. Introdotto nel 1949, la sua linea venne sviluppata nella galleria del vento. Le teorie di Nils Wahlberg per ridurre il coefficiente di resistenza aerodinamica vennero messe in pratica con la realizzazione di una linea che era caratterizzata da una forma filante e da parafanghi incorporati. Largo e basso, il modello possedeva interni migliori di quelli delle vetture precedenti. Grazie ai parafanghi incorporati, la “Airfyte” aveva un angolo di sterzata più grande rispetto a molte vetture contemporanee. La 600 aveva un passo di 2.800 mm, mentre le Ambassador di 3.073 mm. Entrambe condividevano lo stesso corpo vettura.
Nel 1950, sulla “Airflyte”, vennero eseguiti alcuni cambiamenti, tra cui un più grande lunotto, il tappo del serbatoio del carburante nascosto, la revisione del cruscotto e l'aggiunta, sulle Ambassador, del cambio automatico Hydramatic della General Motors. La Nash 600 fu rinominata "Statesman".
Nel 1951 vennero operati dei cambiamenti sulle Airflyte, con l'installazione di parafanghi allungati che incorporavano i fari posteriori verticali, un nuovo cruscotto, una barra verticale comprensiva di luci di posizione sulla calandra e, sulla Statesman, il cambio Hydramatic della General Motors come optional. I tre anni migliori della Nash dal punto di vista commerciale furono il 1949, il 1950 ed il 1951.
George Mason, presidente della Nash-Kelvinator, era convinto che la Nash avrebbe incrementato le vendite se si fosse concentrata sulle auto di piccole dimensioni. Diresse quindi la Nash verso la progettazione della prima auto compatta post-bellica, la Nash Rambler. Mason spinse anche l'introduzione della piccola Metropolitan, che era costruita dall'Austin e che venne introdotta nel 1954.
La full-size Airflytes venne completamente riprogettata nel 1952. Nell'occasione venne introdotta la Golden Airflyte, per commemorare il 50º anniversario dell'inizio dell'attività della Nash (che fu fondata nel 1917, ma l'avvio delle attività produttive era datato 1902, con la fondazione della Thomas B. Jeffery Company). Uno slogan dell'epoca recitava "Great Cars Since 1902" (in italiano “grandi automobili dal 1902”). Le nuove Golden Airflyte presentavano una linea più squadrata e moderna dei modelli prodotti dal 1949 al 1951.
Grazie all'esperienza nella produzione di frigoriferi della Kelvinator, la Nash introdusse nel 1954, per la prima volta nella storia dell'automobile, un sistema unico che fungesse da impianto di riscaldamento e aria condizionata. Questo sistema era compatto, ed era adatto per essere commercializzato su auto di produzione di massa. Esso possedeva i controlli sul cruscotto, era collocato nel vano motore e diffondeva l'aria fresca da bocchette installate sul cruscotto stesso. I sistemi concorrenti utilizzavano un impianto di riscaldamento separato, e l'aria fresca veniva diffusa nella parte posteriore dell'abitacolo grazie ad un evaporatore installato nel bagagliaio posteriore. Il sistema inventato dalla Nash è l'antenato degli impianti di riscaldamento/aria condizionata installati sulle auto moderne.

### L'introduzione della Nash-Healey

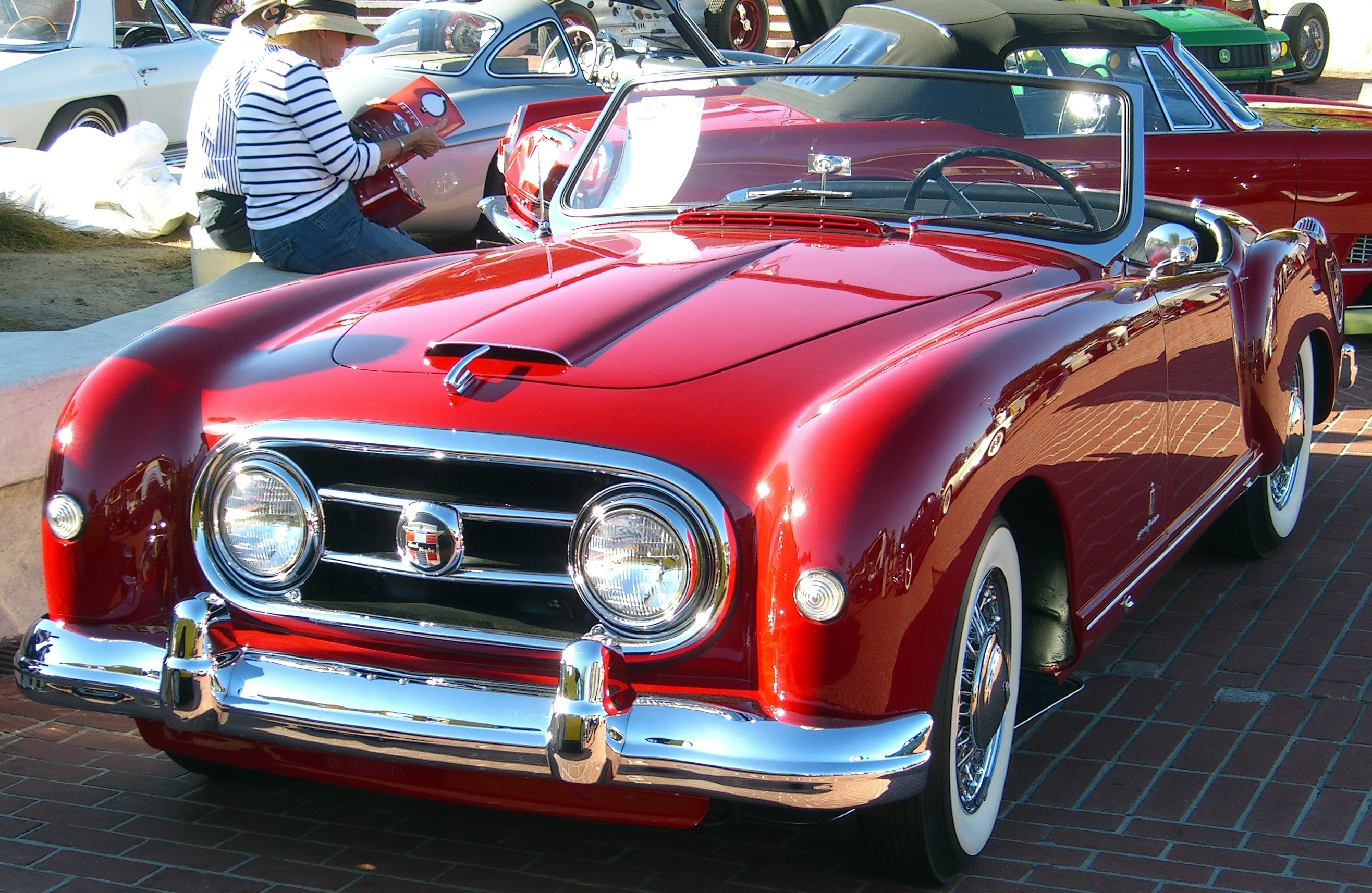
Una Nash-Healey roadster di Pininfarina del 1952

Il 1951 vide anche l'introduzione delle vetture sport Nash-Healey, che furono il frutto della collaborazione tra la Nash ed un costruttore britannico di questo tipo di vetture, Donald Healey. Quest'ultimo progettò e costruì il telaio, le sospensioni ed anche, fino al 1952, la carrozzeria di alluminio, che era fabbricata in collaborazione con un altro costruttore britannico, Panelcraft Sheet Metal Co. Ltd. La Nash forniva invece il gruppo motopropulsore. La Healey assemblava poi le vetture, che venivano poi spedite negli Stati Uniti per la vendita. Nel 1952 Battista Farina ridisegnò la carrozzeria, ed il materiale di costruzione diventò alluminio e acciaio. Gli alti costi e le basse vendite portarono la Nash a focalizzarsi sulle Rambler ed a interrompere la produzione di Nash-Healey nel 1954, dopo soli 506 esemplari costruiti.
George Mason commissionò a Pininfarina di progettare una Rambler a due posti coupé, che venne chiamata “Palm Beach”, e che sarebbe dovuto succedere alla Nash-Healey. Comunque, il progetto non andò oltre ad una concept car.
Per alcune gare europee, Healey ed il suo staff progettarono e costruirono tre esemplari speciali di Nash-Healey. Queste vetture erano caratterizzate dall'avere interni spartani ed una leggera carrozzeria da competizione in alluminio. Gli esemplari parteciparono a quattro edizioni consecutive della 24 Ore di Le Mans ed a due Mille Miglia.
Essi non avevano esteriormente nulla in comune con le Nash-Healey da strada, e nessuno di loro vinse le competizioni a cui prese parte. A Le Mans conquistarono un quarto posto assoluto nel 1950, un sesto assoluto ed un quarto nella propria categoria nel 1951, un terzo assoluto ed un primo nella propria classe nel 1952 ed un undicesimo assoluto nel 1953. Nella Mille Miglia si aggiudicarono un nono posto assoluto nel 1950 ed un settimo assoluto ed un quarto nella propria classe nel 1952.

### La nascita dell'American Motors
Nel gennaio del 1954 la Nash annunciò l'acquisizione della Hudson Motor Car Company. A seguito di questa operazione, venne formata una nuova compagnia, l'American Motors Corporation. Per incrementare e razionalizzare la produzione, l'assemblaggio delle vetture del 1955 della Nash e della Hudson fu spostato negli stabilimenti Nash di Kenosha. La Nash avrebbe focalizzato i suoi investimenti sulle piccole Rambler, mentre la Husdon avrebbe incentrato i propri sforzi in Vetture Full-Size

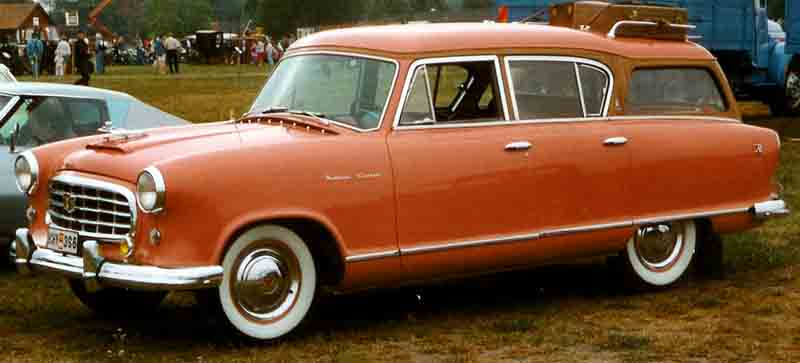
Nash Rambler Cross Country familiare del 1955

Dal 1955, tutte le parti esteriori delle Nash e delle Hudson furono comuni; ciò che cambiava era il gruppo motopropulsore. Fu presa questa decisione per contenere i costi.
La Nash Metropolitan prodotta dalla BMC, che era offerta con marchi Nash e Hudson, diventò un marchiò a sé stante nel 1957, e così accadde similmente per la Rambler.

### La fine del marchio Nash
Poco dopo la fusione della Nash e della Hudson a formare l'American Motors Corporation (AMC), nel 1954, George Mason morì. Il suo successore, George Romney, decise di espandere il peso della Rambler a scapito dei marchi Nash e Hudson, che sarebbero stati soppressi nel 1957. La produzione di vetture Nash e Hudson terminò il 25 giugno 1957. Dal 1958 al 1965, Rambler fu l'unico marchio automobilistico utilizzato dall'American Motors Corporation, insieme al Metropolitan, che rimase nei concessionari fino al 1962. Sotto la proprietà di Roy Abernethy, il nome Rambler fu tolto dal mercato all'inizio del 1965 ed ufficialmente soppresso nel 1969.
Nel 1970 l'american Motors acquistò la Kaiser Jeep, che era discendente dalla Willys-Overland, ed il suo stabilimento produttivo a Toledo, nell'Ohio. Nei primi anni ottanta l'American Motors siglò un partenariato con la Renault, il cui obiettivo era quello di rilanciare il marchio francese negli Stati Uniti. L'AMC fu acquistata dalla Chrysler nel 1987, diventando una divisione della Jeep-Eagle.

## Modelli di autovettura prodotti
| Anno | Modello/i in produzione                                                                      |
| ---- | -------------------------------------------------------------------------------------------- |
| 1918 | 680                                                                                          |
| 1919 | 680                                                                                          |
| 1920 | 680                                                                                          |
| 1921 | 40, 680                                                                                      |
| 1922 | Nash Four, Nash Six                                                                          |
| 1923 | Nash Four, Nash Six                                                                          |
| 1924 | Nash Four, Nash Six                                                                          |
| 1925 | Ajax, Special Six, Advanced Six                                                              |
| 1926 | Light Six, Special Six, Advanced Six                                                         |
| 1927 | Light Six, Special Six, Advanced Six                                                         |
| 1928 | Standard Six, Special Six, Advanced Six                                                      |
| 1929 | Standard Six, Special Six, Advanced Six                                                      |
| 1930 | Single Six, Twin Ignition Six, Twin Ignition Eight                                           |
| 1931 | 660, 870, 880, 890                                                                           |
| 1932 | 960, 970, 980, 990, Big Six, Standard Eight, Special Eight, Advanced Eight, Ambassador Eight |
| 1933 | Big Six, Standard Eight, Special Eight, Advanced Eight, Ambassador Eight                     |
| 1934 | LaFayette, Big Six, Advanced Eight, Ambassador Eight                                         |
| 1935 | LaFayette, Advanced Six, Advanced Eight, Ambassador Eight                                    |
| 1936 | LaFayette, 400, 400 Deluxe, Ambassador Six, Ambassador Super Eight                           |
| 1937 | LaFayette 400, Ambassador Six, Ambassador Eight                                              |
| 1938 | LaFayette, Ambassador Six, Ambassador Eight                                                  |
| 1939 | LaFayette, Ambassador Six, Ambassador Eight                                                  |
| 1940 | LaFayette, Ambassador Six, Ambassador Eight                                                  |
| 1941 | 600, Ambassador Six, Ambassador Eight                                                        |
| 1942 | 600, Ambassador Six, Ambassador Eight                                                        |
| 1943 | nessuna autovettura in produzione                                                            |
| 1944 | nessuna autovettura in produzione                                                            |
| 1945 | nessuna autovettura in produzione                                                            |
| 1946 | 600                                                                                          |
| 1947 | 600                                                                                          |
| 1948 | 600, Ambassador                                                                              |
| 1949 | 600, Ambassador                                                                              |
| 1950 | Rambler, Statesman, Ambassador                                                               |
| 1951 | Rambler, Statesman, Ambassador, Nash-Healey                                                  |
| 1952 | Rambler, Statesman, Ambassador, Nash-Healey                                                  |
| 1953 | Rambler, Statesman, Ambassador, Nash-Healey                                                  |
| 1954 | Metropolitan, Rambler, Statesman, Ambassador, Nash-Healey                                    |
| 1955 | Metropolitan, Rambler, Statesman, Ambassador, Ambassador V8                                  |
| 1956 | Metropolitan, Rambler, Statesman, Ambassador, Ambassador V8                                  |
| 1957 | Metropolitan, Rambler Six, Rambler V8, Rambler Rebel, Ambassador V8                          |

## Galleria d'immagini

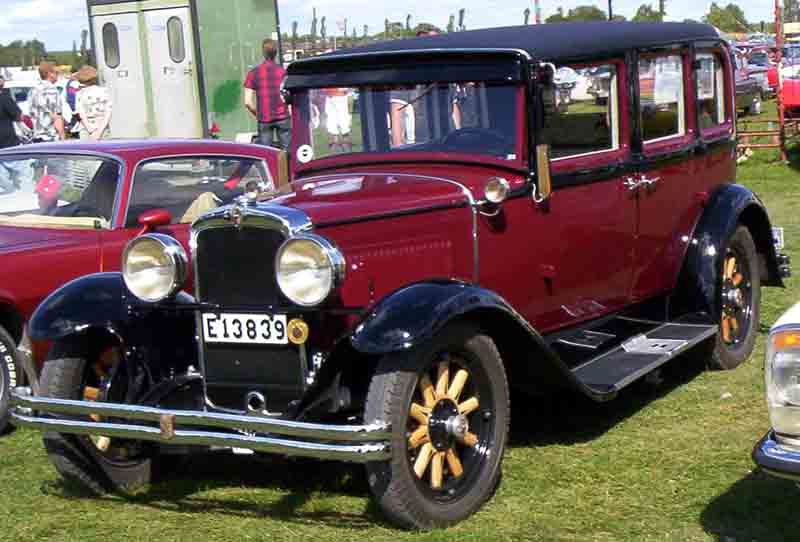
Una Nash Standard Six Series 420 quattro porte berlina del 1929
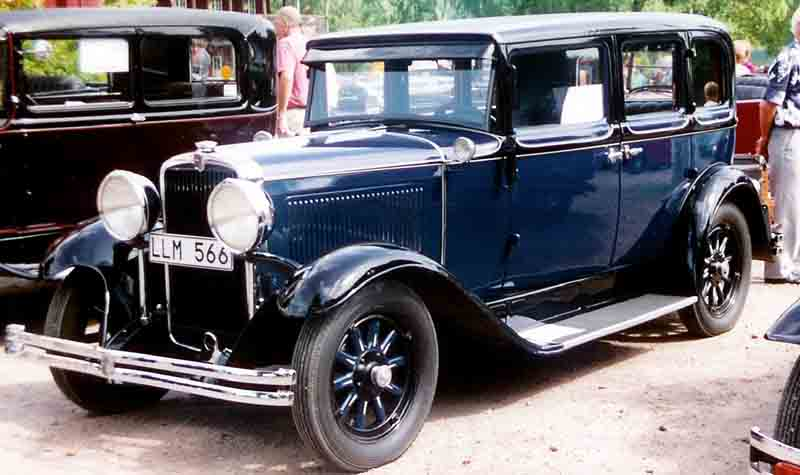
Una Nash Single Six Seriess 450 quattro porte berlina del 1930
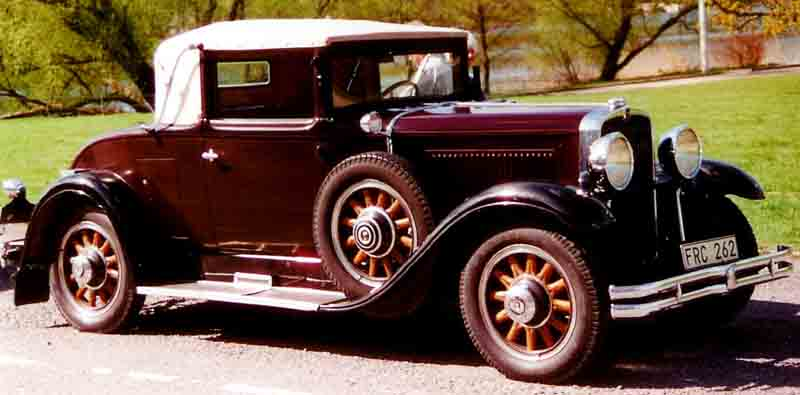
Una Nash Twin-Ignition Six Series 481 cabriolet del 1930
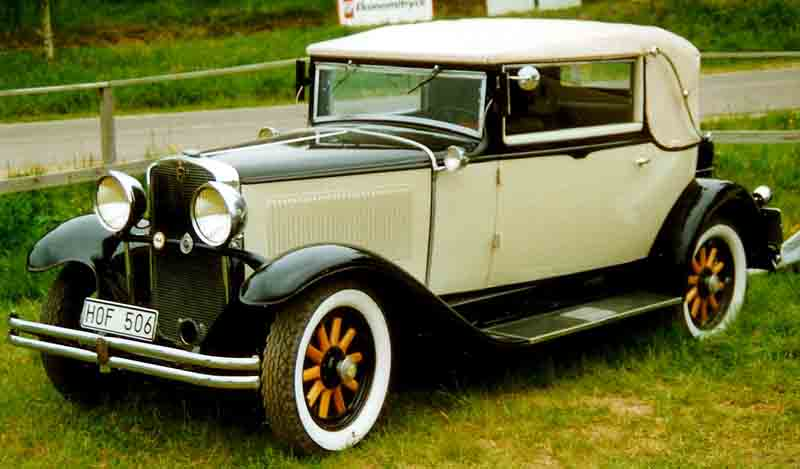
Una Nash Series 871 cabriolet del 1931
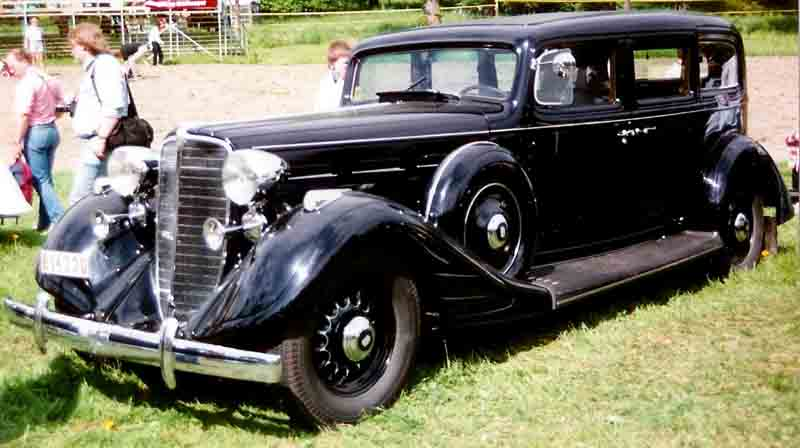
Una Nash Ambassador Eight quattro porte berlina del 1934
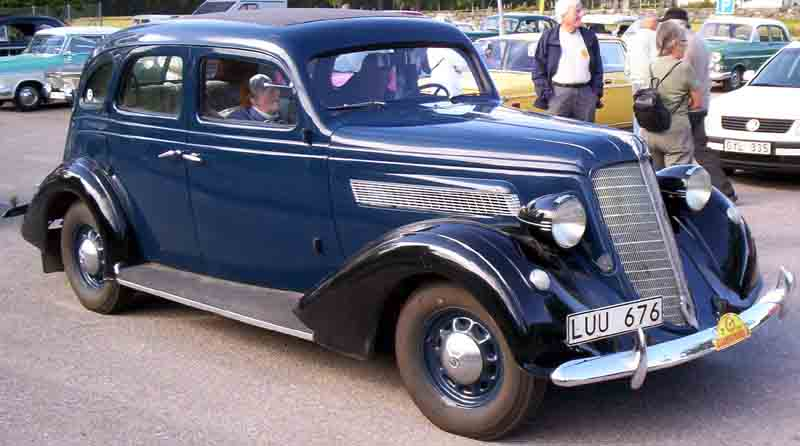
Una Nash Advanced Six Series 3520 quattro porte berlina del 1935
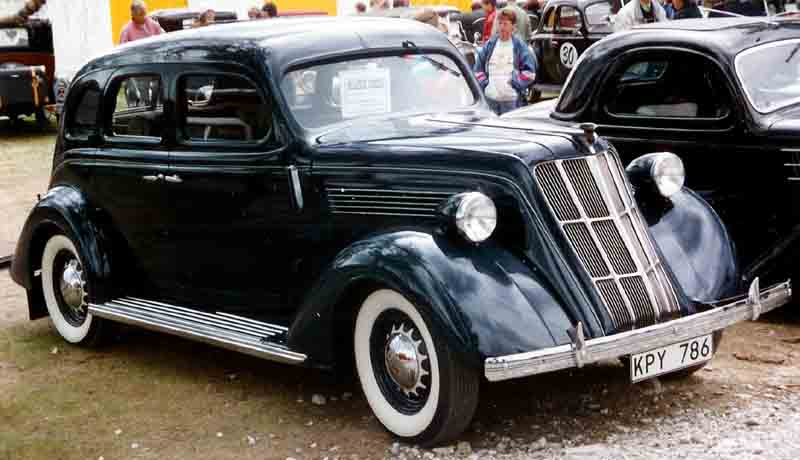
Una Nash 3540 400 quattro porte berlina del 1935
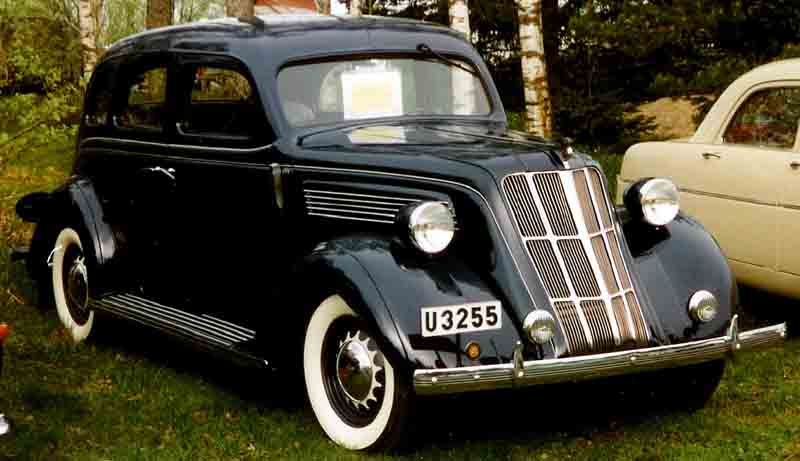
Una Nash 3540 400 quattro porte berlina del 1935
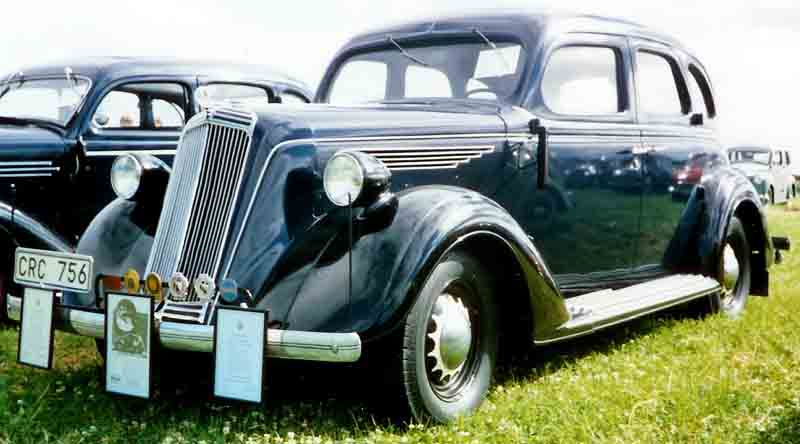
Una Nash Lafayette Series 3610 quattro porte berlina del 1936
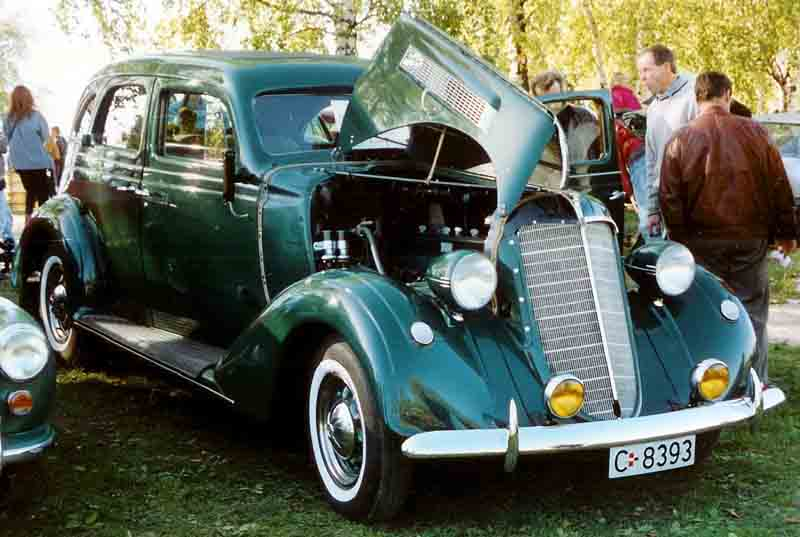
Una Nash quattro porte berlina
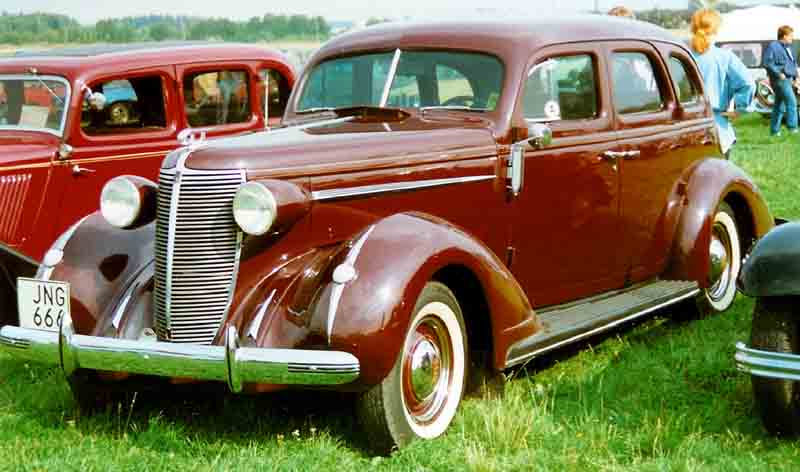
Una Nash Ambassador Six Series 3728 quattro porte berlina del 1937
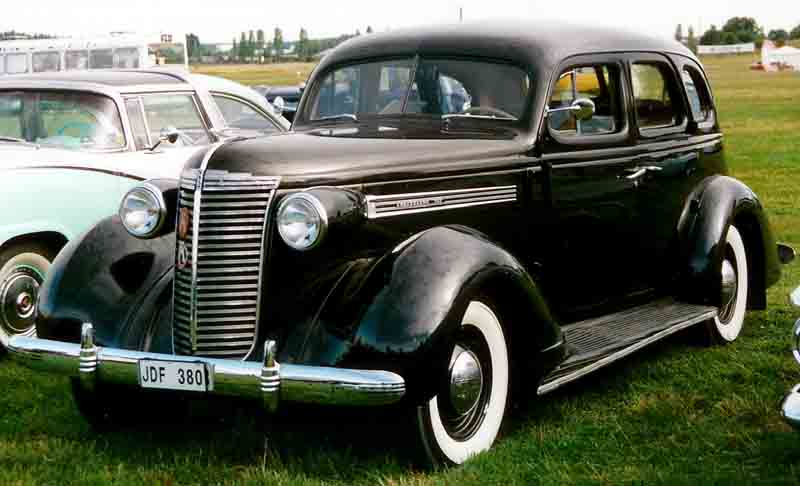
Una Nash Ambassador Six Series 3828 quattro porte berlina del 1938
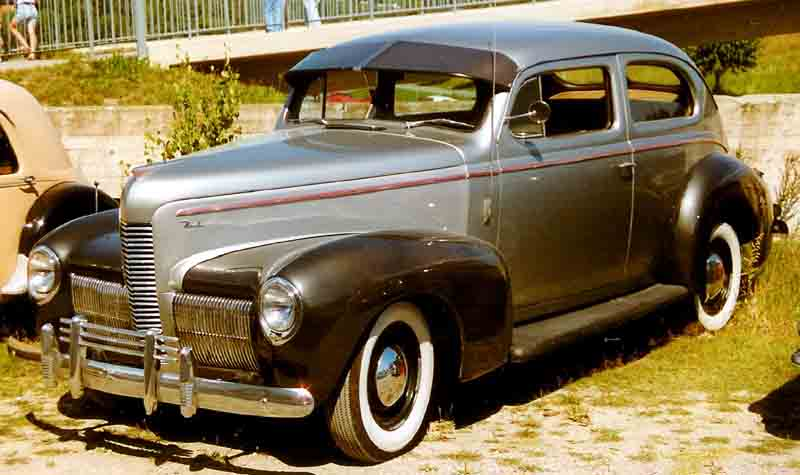
Una Nash due porte berlina del 1940
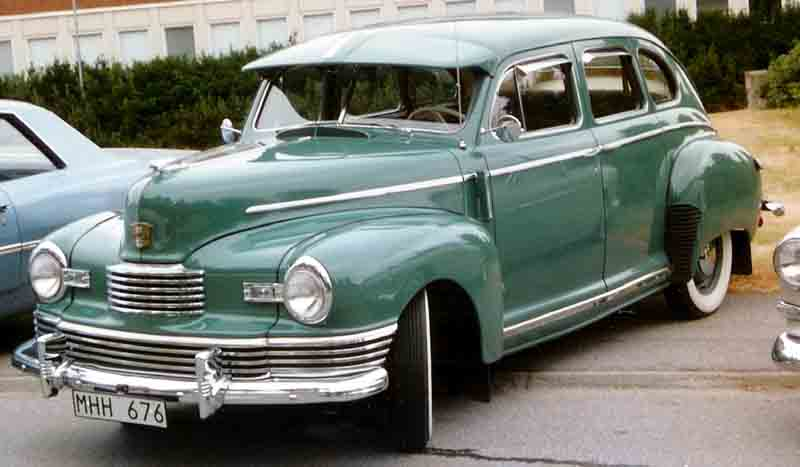
Una Nash quattro porte berlina del 1946
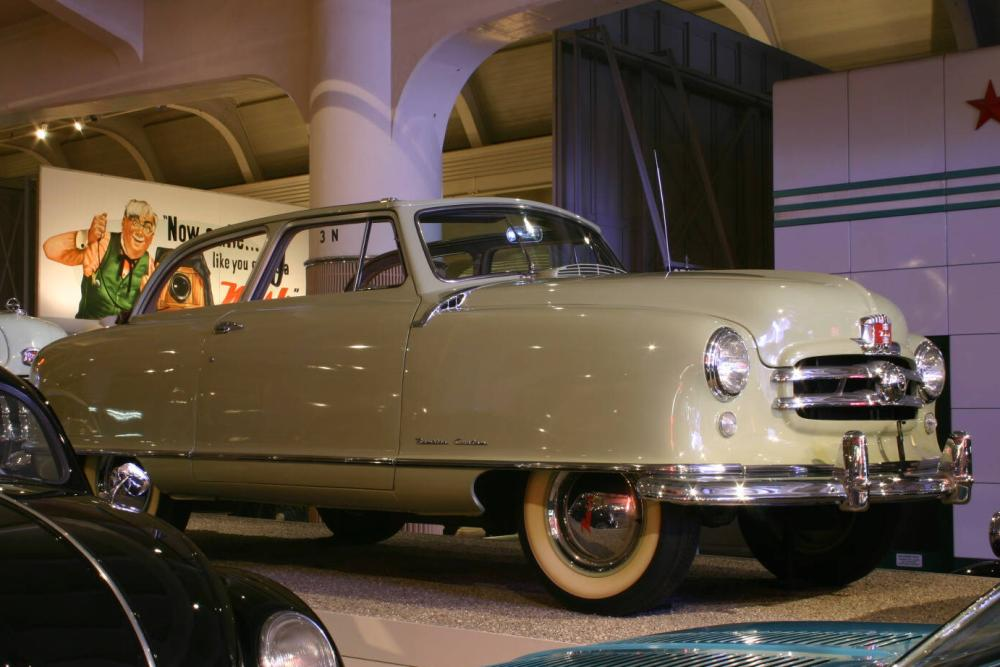
Una Nash Rambler cabriolet del 1950